# Bores
Bores je zámek, který se nachází u silnice mezi zaniklými vesnicemi Velká Střelná a Jestřabí ve vojenském újezdu Libavá v Oderských vrších v okrese Olomouc v Olomouckém kraji. Objekt patří vojenskému újezdu Libavá a je veřejnosti, mimo vyhrazené dny v roce, nepřístupný.

## Další informace

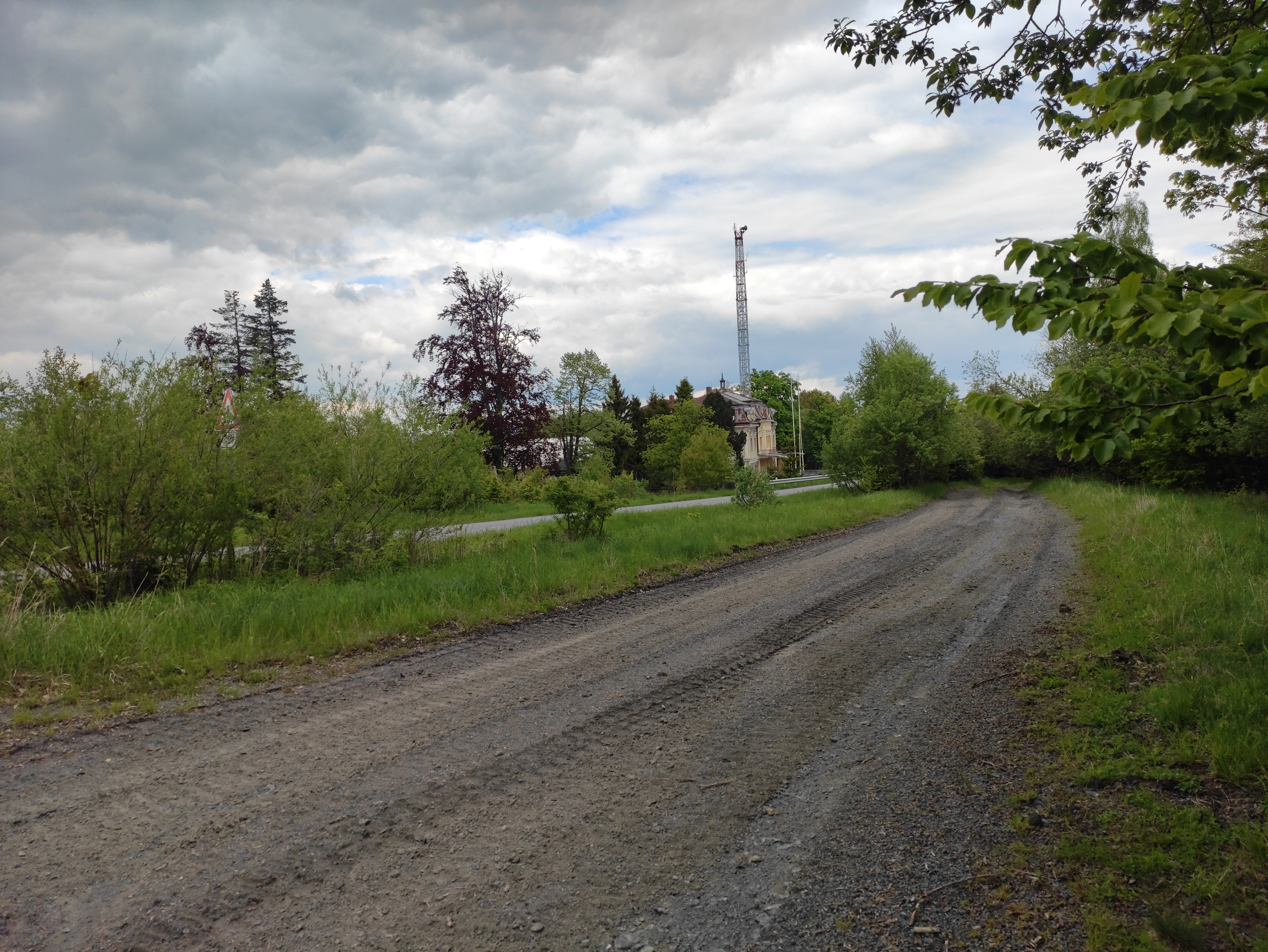
Bores

Původně lovecký zámek Bores zřejmě vznikl přestavbou staré panské hájovny a souvisejících budov v letech 1930 až 1931. V lednu 1937 prodal hrabě Alfons Wrbna - Freudenthal zámek i s pozemky továrníkovi Pivnému z Loštic. Nový majitel do majetku hodně investoval, avšak po záboru Sudet nacistickým Německem o majetek přišel. Po osvobození byl zámek i s pozemky rodině Pivných vrácen, avšak v květnu 1948 se v zámku sešla komise, která Pivným jejich majetek vyvlastnila a zámek byl předán Československé armádě. Armáda v zámku zřídila vojenskou ubytovnu. Tehdy byl zámek posměšně nazýván Čepičkovou vilou (po ministru Čepičkovi, který zde v roce 1952 přespal a snad i s prezidentem Gottwaldem. Budovu neobarokního zámku znehodnotila socialistická adaptace.
Bores se nachází mezi kopci Spálený a Švédská kupa asi 750 metrů od Střelenského potoka.
Poblíž zámku Bores pramení potok Lichnička (přítok řeky Bystřice).
Obvykle jedenkrát ročně je Bores a jeho okolí přístupné veřejnosti v rámci cyklo-turistické akce Bílý kámen.
Název Bores nese též orientační bod, bod záchrany číslo 142.